# Frankie Goes To Hollywood
Frankie Goes to Hollywood (FGTH) fou un grup musical anglès de dance-pop molt popular a mitjans de la dècada del 1980. Aquest grup de Liverpool el componien Holly Johnson (cantant), ajudat per Paul Rutherford (vocalista, teclista), Peter Gill (bateria, percussionista), Mark O'Toole (baixista) i Brian Nash (guitarrista).
El primer single del grup, Relax fou categoritzat per la BBC com a número sis a la llista d'èxits, i es mantindria en les posicions més altes entre els singles més venuts a Anglaterra durant cinc setmanes consecutives, tot gaudint d'un èxit que es mantindria fins al 1984 i esdevenint el setè single més venut a Anglaterra de tots els temps (així com el maig del 2006). Després de l'èxit de Two Tribes i The Power of Love, FGTH esdevingué el segon grup en la història d'Anglaterra que aconseguia pujar fins al número u amb els seus tres primers singles; el primer fou Gerry and the Pacemakers el 1964.

## Biografia

### Formació
A la cara B del primer single del grup, Johnson explicà que el nom del mateix provenia d'una pàgina de la revista The New Yorker magazine, que presentava el títol Frankie Goes to Hollywood i una fotografia de Frank Sinatra. Una altra versió de la història és que un article similar sobre Frankie Vaughan fou la inspiració per al nom del grup. I finalment una altra versió és que el nom fou inspirat per una història publicada en un diari sobre el còmic anglès Frankie Howerd en un viatge a Hollywood. De totes maneres el grup musical anomenat "Frankie Goes to Hollywood" data del 1980.
El nucli del grup sorgí a finals dels anys setanta, en un Liverpool prou influït per la cultura punk. El cantant Holly Johnson havia tocat el baix amb Big in Japan, i havia enregistrat dos singles en solitari. Paul Rutherford — que s'incorporaria després- havia cantat amb The Spitfire Boys. Els músics locals Peter Gill (bateria), Jed O'Toole (baix) i el cosí d'aquest, Brian Nash (guitarra) van unir-se a Johnson, tot anomenant-se a ells mateixos Sons of Egypt, i aquest grup inicial efectuà una sèrie de concerts en petits locals. El grup es va desfer durant un curt període per a ésser reprès més tard, quan Johnson es va unir amb Mark O'Toole (baix) i Ped per a formar FGTH, durant un període especialment prolífic en canvis durant el qual en Jed prengué la guitarra. Una vocalista femenina, Sonya Mazunda, s'uní al grup més tard, i aquesta formació realitzà el primer concert de FGTH a la sala The Warehouse, com a teloners de Hambi & The Dance.
Rutherford, que havia fet de vocalista temporalment, va tenir tant d'èxit al concert que va substituir Mazunda aquella mateixa nit. La nova formació composta només per homes efectuà concerts a nivell local juntament amb un duet anomenat The Leatherpets (que anaven vestits amb escassa roba de cuir), i foren contractats per a realitzar vídeos promocionals i espectacles, tot i que en alguna ocasió foren rebutjats tant per la productora Arista Records com per Phonogram. L'octubre de 1982, el grup va participar en el programa de ràdio de John Peel a BBC Radio One, en el qual van interpretar Krisco Kisses, Two Tribes, Disneyland i The World Is My Oyster. En aquest temps Jed O'Toole deixà el grup, i seria substituït pel retrobat Nash.
El febrer de 1983, el grup fou convidat a enregistrar el vídeo de Relax pel programa de Channel Four The Tube al Liverpool State Ballroom. Després d'aquesta emissió, la sessió del programa de ràdio de John Peel fou repetida, i fou enregistrada una nova sessió per la BBC, que incloïa Welcome to the Pleasuredome, The Only Star In Heaven i Relax. Aquestes actuacions, juntament amb el vídeo del programa The Tube, sembla que van convèncer Trevor Horn per a contractar el grup per a la seva nova discogràfica, ZTT Records, el maig del 1983.

### Relax
Relax fou publicat per ZTT l'octubre del 1983 i va tenir un gran èxit, tot arribant al Top 40 de les llistes angleses. Després d'una aparició al programa de la BBC Top Of the Pops el 5 de gener del 1984 quan eren al número 35, el single assolí el número sis... i llavors ocorregué l'incident que propel·liria tant la cançó com el grup a la més gran notorietat del món del pop per sempre.
L'11 de gener del 1984, el disc jockey de la BBC Radio 1 Mike Read posà el disc al seu programa, i va notar que el disseny de la portada d'aquest, (fet per Yvonne Gilbert) presenta un home i una dona d'esquena empenyent-se l'un a l'altre, lleugers de roba, i inclou una part de la lletra amb contingut picant. Això el va portar a llegir amb més deteniment la lletra, i sembla que la seva reacció fou la de retirar del tocadiscs el disc que estava en aquell moment sonant, per considerant-lo "repugnant".
Un parell de dies després — gairebé tres mesos després del llançament del single, i vuit dies després de l'actuació del grup a Top Of The Pops — la BBC va retirar del mercat el disc.
Relax va assolir immediatament el número u de les llistes d'èxits d'Anglaterra i s'hi va quedar durant cinc setmanes, tot donant-se el cas que la BBC no podia emetre el single més venut del país en cap dels seus mitjans de ràdio ni televisió durant un mes (així doncs la sintonia de comiat del programa Top Of The Pops, que tradicionalment es reservava a la cançó més reeixida del moment, va haver de cobrir-se amb diferents temes menys populars durant cinc setmanes consecutives).
Van establir-se comparacions entre Relax i el God Save el Queen dels Sex Pistols per la següent qüestió: la BBC no va intentar incrementar les vendes dels seus discs tot prohibint Relax, però per altra banda el disc va desafiar clarament aquestes intencions, en el sentit que — no per primer cop — la BBC i els mitjans varen enfrontar-se amb un disc de grans i ràpides vendes que podia ser molt trencador i motivar-los a explotar una suposada prohibició del mateix a nivell institucional –cosa que evidentment el feia més atractiu-. Per altra banda, la BBC i els mitjans anglesos no estaven gens preparats per al fenomen Relax sense precedents que s'esdevindria. L'experiència de Relax en definitiva demostraria l'existència d'un fenomen cultural capaç de fer canviar les normes de la BBC relatives a la prohibició de discs provocatius, i de fer que els mitjans tinguin un especial interès en els treballs que desperten controvèrsia.
Mike Read es va sentir aparentment ofès pel contingut sexualment explícit del disseny de la portada i de les lletres. No obstant el text "Relax, don't do it, when you want to suck it to it" (relaxa't, no ho facis, quan vols fer-hi sexe oral) presentava una errada provocativament deliberada. Les paraules correctes eren "...when you want to sock it to it" (quan vols colpejar-lo). Nogensmenys, l'expressió final "Relax, don't do it, when you want to come" (relaxa't, no ho facis, quan et vulguis escórrer) sembla bastant més ineludible, o menys críptica per a certes persones (quan a la Revista de pop Smash Hits li van preguntar a Johnson: "Relaxa't, no ho facis... no fer el què?", ell respongué: "no relaxar-se, és clar").
El videoclip original dirigit per Bernard Rose mostra un bar gay (està filmat al teatre Wilton's Music Hall, a l'est de Londres), i fou aparentment censurat tant per la BBC com per la MTV, en el lloc del qual s'emeté un altre videoclip dirigit per Brian De Palma, coincidint amb l'estrena de la seva pel·lícula Doble cos (Body Double). En aquesta apareix una versió lleugerament diferent del vídeo com a escena d'una pel·lícula pornogràfica.
El text provocatiu al revers de la tapa de Relax fou atribuït al periodista musical i soci de ZTT Paul Morley, responsable també de la campanya que va seguir la censura de la BBC, i que provocà una demanda massiva envers el grup i la cançó. Part d'aquesta promoció (si bé va arribar uns mesos després, amb el llançament de Two Tribes) incloïa la icònica samarreta amb el text "Frankie Say Relax Don't Do It", atribuïda a Morley però dissenyada realment per Katharine Hamnett, que havia realitzat unes samarretes amb un disseny minimalista en blanc i negre molt similars mostrant eslògans positius com "Choose Life" i "Go Go" (aquestes últimes emprades per Wham! al videoclip de Wake Me Up Before You Go-Go. Les samarretes "Frankie Say..." esdevindrien ubiqües durant l'estiu del 1984.
A més de tota la polèmica entorn Relax, començaren a circular rumors de què el single havia estat enregistrat realment per un altre grup de músics. Aquest rumor derivà en l'acusació "els Frankie no saben tocar", agreujat per la manca de concerts en directe durant tot el 1984. Un temps després el productor Trevor Horn admeté que realment havia enregistrat una versió de mostra de Relax amb FGTH i The Blockheads, grup que tindria renom gràcies a la icona del New Wave Ian Dury. Després enregistrà una segona versió amb FGTH sols, però quedà descontent amb el resultat, i finalment s'endugué la cinta per a treballar-hi. Horn suposadament va passar-se cinc setmanes afegint pistes amb més músics, tot incorporant-hi baixos pregravats del baixista dels Blockheads Norman Watt-Roy i unes pulsacions de baixos samplejades amb un teclat Fairlight CMI dos anys abans a Battery Studios pel baixista Mark 'Thumbs' Cunningham. Malgrat que aparentment esmerçà tant de temps i diners en un single, Horn afirmaria després que Relax representava una gran aposta per a ell mateix i per al seu nou segell discogràfic, ZTT, i que el seu fracàs al mercat podria suposar-li una fallida. En el moment en què fou completat, havia costat £70,000 només en temps invertit a l'estudi, amb un cost addicional de £15,000 per al videoclip. El temps emprat a l'estudi i els costos suposarien una qüestió cabdal per a FGTH (i per a altres grups contractats per ZTT com Propaganda) més enllà del 1984.

### Two Tribes
Relax romania a les llistes d'èxits quan el següent èxit, Two Tribes, fou publicat el maig del 1984. A aquesta cançó de caràcter pacifista se li va donar un sentit relacionat amb la guerra nuclear. Acompanyat de sirenes, la inconfusible veu de Patrick Allen (que havia dut a terme la locució dels anuncis reals de perill nuclear del Govern britànic, Protect and Survive – protegiu-vos i sobrevisqueu - , dos anys abans) i un altre innovador suport electrònic, va passar directament al número u de la llista d'èxits d'Anglaterra i s'hi va quedar durant nou setmanes (el primer single que ho feia des de Mull of Kintyre dels Wings el 1977-78), amb un total de vendes que excedí 1,5 milions de còpies i esdevenint un dels trenta discs més venuts a Anglaterra de tots els temps.
Dirigit pel famós duet Kevin Godley i Lol Crème (banda de rock de mitjans dels seixanta), el vídeo presentava uns imitadors dels líders de la Guerra Freda Ronald Reagan i Konstantín Txernenko practicant lluita lliure en un ring mentre membres del grup i altra gent feien apostes. El públic, format per altres líders mundials, entraven a la lluita, i finalment la Terra acabava esclatant. La veu de Ronald Reagan en aquest tema fou obra de Chris Barrie.
Morley va iniciar una campanya comercial mitjançant samarretes, de disseny inspirat en les de Hamnett, en el moment de la publicació de Two Tribes, tot afegint a la samarreta "Frankie Say Relax Don't Do It" altres dissenys com "Frankie Say War Hide Yourself" i "Frankie Say Arm The Unemployed" (un disseny molt controvertit, pel qual Johnson va haver d'explicar en una entrevista radiofònica que l'eslògan estava destinat a demanar al Govern que "armés" els aturats amb llocs de treball).
Two Tribes fou un single esplèndid per propis mèrits, però el seu regnat a la llista d'èxits fou més notable gràcies al continu èxit del seu predecessor. Relax va anar declinant de manera natural el maig de 1984, però amb el llançament de Two Tribes les seves vendes van revifar, i FGTH va obtenir els dos primers llocs a la llista d'èxits d'Anglaterra durant el mes de juliol, essent el primer grup que ho aconseguia des de principis dels seixanta).
El grup suggerí (al programa The Tube de Channel 4) que el segon single més venut podria haver estat Slave to the Rhythm, interpretat per Grace Jones.

### The Power of Love
FGTH publicà un tercer single, The Power of Love, a finals del 1984. Balada sorprenentment inspirada i ben arranjada, fou número u el desembre i atorgà al grup l'honor de ser la primera formació des de feia dues dècades (des de Gerry and the Pacemakers (també de Liverpool) el 1963) en aconseguir el número u de vendes amb els tres primers treballs publicats. El vídeo no fou censurat en aquesta ocasió però també va aixecar una certa polèmica — mostra una escena de Nadal (i no apareix cap membre del grup, només se'ls veu en unes imatges afegides als fotogrames), i fou considerat equivocadament un disc de música nadalenca. Com a conseqüència, des de llavors les cadenes de ràdio i televisió el tenen en compte només per Nadal. Però la lletra no té en principi relació amb aquesta festivitat.
La cançó fou precedida per una campanya publicitària que declarava, abans de succeir realment, que The Power of Love era el tercer número u del grup, tot seguint una estratègia de fets consumats.
El projecte benèfic per a la gent del Tercer Món anomenat Band Aid - per al qual Johnson enregistrà un missatge a la cara B-, significà que The Power of Love aconseguís col·locar-se aquest cop al número u només durant una setmana, abans que fos desplaçat pel tema de Band Aid Do They Know It's Christmas?. The Power of Love pertanyia al seu primer àlbum, Welcome to The Pleasuredome, que aconseguí el número u de vendes. L'àlbum es va vendre relativament bé però fou pobrament acceptat per la major part de la crítica. Incloent els tres temes número u i mostrant un títol tan suggestiu, el disc presenta també un seguit de versions d'altres temes com Born to Run de Bruce Springsteen, Do You Know The Way to San Jose de Dionne Warwick, Ferry 'Cross The Mersey de Gerry and the Pacemakers, juntament amb paròdies de temes de Liverpool.
La BBC aixecà la censura de Relax a finals del 1984 per tal de permetre a FGTH d'interpretar-la a l'edició nadalenca del programa Top Of The Pops (havia estat, a banda de Band Aid, el single més venut de l'any).

### Welcome to the Pleasuredome
El tema que dona nom a l'àlbum, Welcome to The Pleasuredome, fou publicat com a quart single el març del 1985. Els primers posters promocionals del mateix el van proclamar com a "el seu [de FGTH] quart número u", àdhuc abans de la seva publicació. Desafortunadament el single va arribar com a màxim al número 2, tot donant pistonada a algunes veus que vaticinaven un declivi del grup. Els pessimistes a la llarga – com no podia ésser d'una altra manera en un mercat on se succeeixen ràpidament les ofertes – acabarien tenint raó, però no pas pel suposat "fracàs" d'un número 2. Aquest declivi fou, en última instància, atribuïble a les creixents tensions internes i desil·lusió general dins del grup; algun d'aquests moments de tensió fou detectat durant 1985, però només evident en el moment del públic i molt anunciat "retorn" del 1986. El disc destaca per una llarga introducció narrada per Geoffrey Palmer que parla de mitologia grega i pensaments del poeta i filòsof Samuel Taylor Coleridge.
Un nou tema, Disneyland, fou publicat al disc de ZTT Records Zang Tuum Tumb Sampled a finals del 1985.

### Retorn i declivi
El 1986 FGTH aparegué al Festival de Rock de Montreux retransmès per la televisió anglesa. Aquesta actuació va servir per a presentar en públic dos temes que serien dos futurs singles, Rage Hard i Warriors of The Wasteland. Ambdues en versions diferents de les posteriorment publicades. L'agost del 1986, el nou i molt esperat single de Frankie Goes to Hollywood, Rage Hard, fou publicat, i arribà al número 4 a Anglaterra. Inicialment promocionat amb cançons com Warriors of The Wasteland, el so del grup va evolucionar significativament cap a un caire més líric, més orgànic i menys extravagant. Tot i que el single fou inevitablement promocionat com a vaixell insígnia de ZTT, el resultat va semblar una mica forçat i gairebé una autoparòdia. El corresponent àlbum, Liverpool (originalment, segons es deia, s'havia de titular ″Liverpool ... let's make it a double"), publicat a l'octubre i que arribà al número 5 de les llistes, fou tema recurrent en la premsa musical, i l'èxit començà a baixar de nou amb els posteriors singles Warriors of the Wasteland (single núm. 19) i Watching the Wildlife (núm. 28). El grup mentrestant va amenaçar d'imposar la seva pròpia voluntat, en el curs d'una reeixida gira promocional del nou disc. Johnson va mantenir-se clarament al marge de la resta del grup en aquest període, i les tensions van exacerbar-se quan Johnson i O'Toole van barallar-se al Wembley Arena el gener del 1987, la qual cosa va reflectir la difícil relació entre el cantant i la resta del grup. Les coses anaren tan malament que se li va proposar al cantant de Liverpool Pete Wylie de substituir Johnson, però va declinar l'oferta. FGTH completaria la gira, però Johnson va deixar el grup després, tot al·legant que la música que es feia no era del seu gust.

### Conseqüències
Després de la divisió del grup, la companyia MCA Records oferí a Johnson enregistrar un treball en solitari. Nogensmenys, ZTT, que considerava que havia invertit molts diners amb Liverpool (el sistema avançat d'enregistrament digital usat per al disc fou tractat gairebé com si fos un sisè membre del grup), tenia altres idees, i ràpidament va demandar Johnson en un intent de mantenir el contracte inicial amb el segell. Entre altres coses, ZTT creia que com a ex-membre de FGTH, Johnson havia de publicar tot el material en solitari amb aquest segell fins que l'acord original de publicar diversos àlbums s'acomplís. El plet fou dur, i va posar en evidència l'entrellat de la màquina ZTT/Frankie a una premsa musical anglesa voraç.
Després de dues setmanes, el Tribunal va pronunciar-se en favor de Johnson, tot sostenint que les excessivament restrictives clàusules del contracte constituïen una pràctica abusiva. El resultat del litigi, que també va alliberar la resta de membres de FGTH del seu contracte amb ZTT, esdevingué "vox populi" perquè fou una victòria sense precedents de l'artista enfront de la corporació que el contracta.

### Els anys següents
La carrera en solitari de Johnson a MCA començà el 1989, amb una successió d'exitosos singles i l'àlbum número u Blast. Després arribaria el remix Hollelujah, seguit per un segon àlbum d'estudi Dreams That Money Can't Buy. No obstant les relacions de Johnson amb MCA es van refredar amb aquest treball, i més tard acabaria deixant la música i convertint-se en un pintor solitari però d'èxit, després d'anunciar el 1993 que havia estat infectat amb HIV. L'any següent, Johnson va relatar la seva versió de la història de Frankie en la seva autobiografia A Bone In My Flute ("un os a la meva flauta"). El seu àlbum - enregistrat per ell mateix el 1999 Soulstream - incloïa un nou enregistrament de The Power of Love, que també fou publicat com a single.
Paul Rutherford, l'altre membre gay del grup públicament reconegut, publicà un àlbum parcialment produït pel grup musical ABC, titulat Oh World i diversos singles abans de retirar-se amb el seu soci neozelandès a l'illa Waikiki.
Els altres tres membres de FGTH, 'other three', com va anomenar-los Smash Hits, continuaren treballant junts en un va intent de ressuscitar FGTH tot provant diferents cantants. Com a "Nasher", Nash publicà el 2002 un àlbum en solitari titulat Ripe. Ped va treballar entre bambalines i va compondre un tema que arribà al "top ten" amb el grup Lovestation. Mark O'Toole va mudar-se a Florida i va unir-se al grup punk Trapped By Mormons.
El nom del grup continuà viu en la mesura que els rellançaments de Relax i The Power of Love tornaven ambdós al "Top ten" d'Anglaterra el 1993. Els remix de The Power of Love (que va convertir-se en un himne dance a partir del seu format original de balada) i de Two Tribes foren Top 20 de nou el 1997, mentre que Welcome to The Pleasuredome també tingué un tractament com a remix de gran èxit comercial, arribant al Top 20 quatre anys abans. ZTT continua en el seu intent de mantenir viu el catàleg de FGTH en el nou segle, amb renovacions periòdiques, remasteritzacions i remixs, en un món on cada cop hi ha més productors de música dance, per tal de mantenir una suposada tradició que va començar amb les múltiples versions del Relax de 1983. Fins ara ZTT ha intentat mantenir sempre les imatges del grup absents mentre ha anat fent el seu treball de remescles, i aquest misteri ha servit per a mantenir el mite viu.
Els dos primers singles del grup van aparèixer al número sis i 22 respectivament a la llista oficial anglesa dels singles més venuts de tots els temps, feta el 2002.
Aparegué un grup anomenat The New Frankie Goes to Hollywood , comandat per Davey Johnson, que deia ser el germà de Holly Johnson. El grup va tocar uns quants temes de Frankie, però realment no podia comparar-s'hi. I per altra banda el suposat parentiu era fals. El nom del grup també cal no confondre'l amb unes trobades d'afeccionats al Rocky Horror Picture Show anomenades precisament "Frankie Goes to Hollywood".

### Retrobament
El 2003, el programa de TV de VH-1 Bands Reunited va reunir Johnson, Rutherford, Gill, Nash, i Mark O'Toole des dels confins del món amb l'esperança de posar-los d'acord per a un espectacle improvisat. En totes les reaparicions, els ex-membres del grup van tenir bona relació i van estar contents de tornar-se a veure, però els resultats del retrobament no van ser molt reeixits. Johnson i Nash no estaven d'acord en la manera com estava organitzat el show de TV.
No obstant això, el novembre del 2004, en la celebració del 25 aniversari de la carrera de Trevor Horn en la indústria musical, un concert especial tingué lloc al Wembley Arena, on hi participaren tres dels membres originals de FGTH: Mark O'Toole, Peter (Ped) Gill i Paul Rutherford i un altre exmembre, Jed O'Toole. El vocalista original, Johnson, que havia anunciat via Internet que no apareixeria, i el guitarra Nash, que declinà la invitació per raons personals, no van participar. Jed O'Toole s'encarregà de la guitarra en aquesta actuació, i se celebrà una audició per a trobar un cantant per al concert. Ryan Molloy fou l'escollit.
La mateixa formació (amb Molloy i Jed O'Toole, però sense Johnson or Nash) es va reunir per a un tour el 2005 tocant en diversos festivals per Europa. Van participar en el festival Faceparty's Big Gay Out al Hyde Park de Londres.
Després de certa confusió amb les dates de la gira, el grup publicà un avís a la seva pàgina web anunciant que moltes de les dates previstes per als concerts eren errònies. El grup es va anar centrant cada cop més en el llançament d'un nou àlbum per al 2007. No obstant això, a primers d'abril del 2007 arribà la notícia de què Gill, Rutherford, J. O'Toole i Molloy havien format el grup 'Forbidden Hollywood' ('Prohibit Hollywood') per a tocar llurs noves cançons juntament amb temes antics de FGTH. Això fou una manera d'evitar problemes jurídics amb Holly Johnson entorn l'ús del nom de Frankie Goes to Hollywood. Varen preveure's dates de concerts, però el juny de 2007 foren cancel·lats i el grup es va ensorrar a causa del comiat de Molloy.
Els mànagers de Forbidden Hollywood afirmaren a mitjans d'octubre de 2007 que el grup continuaria actiu, i que en un futur proper se'ls podria tornar a escoltar.

## Membres del grup
- Holly Johnson – cantant (1980-1987)
- Mark O'Toole – baix (1980-1987, 2004-2007)
- Peter Gill – bateria (1980-1987, 2004-2007)
- Brian Nash – guitarra (1980-1987)
- Paul Rutherford – vocalista, ballarí (1980-1987, 2004-2007)
- Ryan Molloy – cantant (2004-2007)
- Jed O'Toole – guitarra (2005-2007)

### membres de FGTH alsanys vuitanta
- Holly Johnson – Cantant
- Mark O'Toole – Baix
- Brian Nash – Guitarra
- Peter Gill – Bateria
- Paul Rutherford - Vocalista, ballarí i encarregat del merchandising ("just for the smell of it")

### Membres de FGTH el 2004/5
- Ryan Molloy – Cantant
- Paul Rutherford – Vocalista, ballarí
- Mark O'Toole – Baix
- Jed O'Toole – Guitarra
- Peter Gill – Bateria

## Discografia

### Àlbums

#### Material original
- Welcome To The Pleasuredome (1984)
- Liverpool (1986)

#### Compilacions
- Bang! (1985)
- Bang!… The Greatest Hits of Frankie Goes to Hollywood (1994)
- Reload - The Whole 12 Polzadeses (1994)
- Maximum Joy  (2000)
- The Club Mixes 2000 (2000)
- Twelve Polzadeses (2001)
- Rage Hard - The Sonic Collection (2003)

#### Compilacions en DVD
- Frankie Goes to Hollywood - Hard On! (2001) amb tots llurs vídeos i entrevistes exclusives.

### Singles
Els singles originals publicats mentre el grup va estar unit:
- Relax (Tres versions de 12 polzades: 'US Mix', '8 minute sex mix', '16 minute sex mix') (1983)
- Two Tribes (quatre versions de 12 polzades: Carnage, Annihilation, War i Hibakusha) (1984)
- The Power of Love (amb una versió alternativa 'Pleasurefix/StarFix' de 12 polzades) (1984)
- Welcome to the Pleasuredome (dues versions de 12 polzades: Alternative to Reality i The Alternative) (1985)
- Rage Hard (Tres versions de 12 polzades: '+', '++' i 'ultra-rare Freddie Bastone Remix') (1986)
- Warriors of el Wasteland (Tres versions de 12 polzades: Twelve Wild Deciples Mix, Turn of el Knife Mix i Attack) (1986)
- Watching the Wildlife (Tres versions de 12 polzades: Hotter, Movement 2 i Die Letzten Tage Der Menschheit Mix) (1987)

### Remixs Alternatius
Per a coincidir amb el llançament de Bang!… The Greatest Hits of Frankie Goes to Hollywood, foren rellançats els temes Welcome to The Pleasuredome (1993) i Two Tribes (1994) al Regne Unit com a singles en format remix. Els temes Relax  (1994) i The Power of Love (1993) també foren rellançats, però en llur format original (els singles en CD presentaven almenys un dels remix de dotze polzades originals de 1984).
Coincidint amb el llançament de Maximum Joy el 2000, nous remixs de The Power of Love, Two Tribes i Welcome to The Pleasuredome van entrar a les llistes d'èxits del Regne Unit.

### Temes 'perduts'
Hi ha quatre temes que foren enregistrats en cinta i en sessions de ràdio que mai van passar a ser disc:
- Junk Funk (Peel Sessions, 1983)
- All Climb Up To Heaven (en cinta, 1986, a Liverpool)
- Purple Haze (en cinta, 1986, a Liverpool)
- Invade My Heart (BBC Session 1983)

## Posicions a les llistes d'èxits
| Any  | Single                      | Regne Unit | EUA | Alemanya | Àustria | Suïssa | França | Suècia | Noruega | Polònia | Itàlia | Països Baixos | Austràlia | Nova Zelanda | Àlbum                       |
| 1983 | Relax                       | 1          | 10  | 1        | 4       | 1      | 21     | 4      | 4       | 18      | 1      |               | 5         | 35           | Welcome to The Pleasuredome |
| ---- | --------------------------- | ---------- | --- | -------- | ------- | ------ | ------ | ------ | ------- | ------- | ------ | ------------- | --------- | ------------ | --------------------------- |
| 1984 | Two Tribes                  | 1          | 43  | 1        |         |        |        |        |         | 16      | 15     | 1             | 4         | 1            | Welcome to The Pleasuredome |
| 1984 | The Power of Love           | 1          |     |          |         |        |        |        |         | 2       |        |               |           |              | Welcome to The Pleasuredome |
| 1985 | Welcome To The Pleasuredome | 2          |     |          |         |        |        |        |         | 1       |        |               |           |              | Welcome To The Pleasuredome |
| 1986 | Rage Hard                   | 4          |     | 1        | 12      | 5      | 32     | 19     |         | 9       |        | 7             |           |              | Liverpool                   |
| 1986 | Warriors of The Wasteland   | 19         |     | 7        |         | 13     |        |        |         | 13      |        |               |           |              | Liverpool                   |
| 1987 | Watching The Wildlife       | 28         |     | 23       |         |        |        |        |         |         |        |               |           |              | Liverpool                   |

## Joc d'ordinador
El 1985, fou creat a Frankie Goes to Hollywood computer game, basat en la música del grup. L'objectiu d'aquest estrany joc és explorar Mundanesville i trobar el "Pleasuredome" (l'"indret del plaer").